# Municipio de Stranger
El municipio de Stranger (en inglés: Stranger Township) es un municipio ubicado en el condado de Leavenworth en el estado estadounidense de Kansas. En el año 2010 tenía una población de 4363 habitantes y una densidad poblacional de 34,34 personas por km².

## Geografía
El municipio de Stranger se encuentra ubicado en las coordenadas 39°7′32″N 95°1′21″O / 39.12556, -95.02250. Según la Oficina del Censo de los Estados Unidos, el municipio tiene una superficie total de 127.04 km², de la cual 126.62 km² corresponden a tierra firme y (0.33%) 0.42 km² es agua.

## Demografía
Según el censo de 2010, había 4363 personas residiendo en el municipio de Stranger. La densidad de población era de 34,34 hab./km². De los 4363 habitantes, el municipio de Stranger estaba compuesto por el 95.1% blancos, el 1.05% eran afroamericanos, el 0.46% eran amerindios, el 0.18% eran asiáticos, el 0.09% eran isleños del Pacífico, el 0.71% eran de otras razas y el 2.41% pertenecían a dos o más razas. Del total de la población el 3.05% eran hispanos o latinos de cualquier raza.